# 欧州鉄道機関
欧州鉄道機関（おうしゅうてつどうきかん、英語：European Railway Agency、略称：ERA）は、欧州連合の専門機関の一つ。機関を設立する決定は2004年4月になされる。主要施設は2ヶ所に分かれ、共にフランス共和国ノール県内にあり、国際会議や会合を実施する会議場はリールにあり、機関の全事務機能を扱う本部はヴァランシエンヌに所在している。他の日本語訳には欧州鉄道庁がある。
欧州鉄道機関の完全な活動は2006年中頃に開始される。機関は100人以上の職員が勤務している。機関の任務は競争力のある欧州鉄道域の創出であり、国家システムによる越境互換性を増進させ、並列安全性の必要なレベルを確保する。
欧州鉄道機関は域内の相互運用を実現すべく鉄道の技術仕様を制定し、これは欧州横断鉄道ネットワーク（en:Trans-European Rail network）に適用される。